# Das Glück dieser Erde
Das Glück dieser Erde  è una serie televisiva austro-tedesca ideata da Martin Ambrusch, prodotta da Satel Film e trasmessa nel 2011 dall'emittente televisiva austriaca ORF e dall'emittente televisiva tedesca ARD.  Protagonisti della serie sono Eva Herzig, Christoph von Friedl e Thomas Unger; altri interpreti sono Juergen Maurer, Cornelius Obonya, Jennifer Newrkla, Franz Buchrieser, Julia Cencig e Mathias Kahler-Polagnoli.
La serie consta di una sola stagione, composta da 13 episodi della durata di 45 minuti ciascuno. Il primo episodio, intitolato Die Entscheidung fu trasmesso in prima visione in Austria il 7 aprile 2011 e in Germania il 21 giugno 2011; l'ultimo, intitolato Veränderungen, fu trasmesso in prima visione in Germania il 13 settembre 2011.

## Trama
La Dott.ssa Katharina Lenz, veterinario originaria della Stiria (Austria), ma ora residente a Dresda, in Germania, e in procinto di sposarsi con un collega, il Dott. Frank Riemer, fa ritorno nella terra natia in seguito alla morte del padre: una volta tornata deve occuparsi della scuderia di famiglia.

## Episodi
| Stagione       | Puntate | Prima TV Austria/Germania | Prima TV Italia |
| -------------- | ------- | ------------------------- | --------------- |
| Prima stagione | 13      | 2011                      | inedita         |

## Personaggi e interpreti
- Katharina Lenz, interpretata da Eva Herzig
- Karl Lenz, interpretato da Christoph von Friedl

## Ascolti

### Germania
Il primo episodio della serie venne seguito in Germania da 4.680.000 telespettatori con uno share del 16,7%. L'episodio più visto fu il quarto, seguito da 5,32 milioni di telespettatori.